# John Pratt (homme politique)
Pour les articles homonymes, voir John Pratt (homonymie) et Pratt.
John Pratt, né le 9 septembre 1873 et mort le 27 octobre 1952, est un homme politique libéral écossais.

## Biographie
John William Pratt est directeur de l'université de Glasgow de 1902 à 1912 et membre du conseil municipal de Glasgow en 1906. Au début de sa carrière politique, il est un membre de la Fabian Society .
Pratt est élu au Parlement pour Linlithgowshire lors d'une élection partielle de 1913, un siège qu'il occupe jusqu'en 1918, puis représente Glasgow Cathcart jusqu'en 1922. Il sert dans le gouvernement de coalition de David Lloyd George comme Lords du Trésor de 1916 à 1919 et secrétaire parlementaire du ministère de la Santé d'Écosse de 1919 à 1922. Il est fait chevalier en 1922.
Pratt ne se représente pas aux élections générales de la même année. Aux élections générales de 1923, il échoue à Dundee pour les libéraux. Il se présente ensuite à l'élection partielle de Glasgow Kelvingrove de 1924 sans succès. Il ne se présente pas aux élections générales de 1924. Aux élections générales de 1929, il se présente pour les libéraux à Sunderland sans succès. Aux élections générales de 1931, il se présente pour le Nouveau Parti à Manchester Hulme, encore une fois sans succès.
Pratt est décédé en octobre 1952, à l'âge de 79 ans.